# Bon Larron
Le Bon Larron (du latin latro, « brigand ») est, selon les Évangiles synoptiques, un bandit crucifié avec son comparse, le Mauvais Larron, de part et d'autre de Jésus-Christ. Pour la chrétienté, il représente le premier saint pénitent. Une tradition qui apparaît au moins dès le IVe siècle (Actes de Pilate ou Évangile de Nicodème) lui attribue le nom de Dismas, Dimas, Desmas (probablement du grec dysme : « mourant ») ou Titus. Des textes plus antiques l'appellent Joathas ou Zoatham. 
Les évangiles apocryphes tout comme La Légende dorée en font un saint patron des condamnés, des voleurs, des charretiers, des brocanteurs et des restaurateurs de tableaux. Dans le catholicisme, il est célébré le 12 octobre en Orient et le 25 mars en Occident, sous le nom de saint Dismas ; l'Église catholique le commémore comme « le saint brigand (sanctus latro), qui confessa le Christ sur la croix ». L'Église orthodoxe célèbre le 12 octobre du calendrier julien (25 octobre grégorien) la « mémoire du Bon Larron » ou du « Voleur pénitent ».

## Le premier saint de l'Église

### Récits des évangiles canoniques et des apocryphes

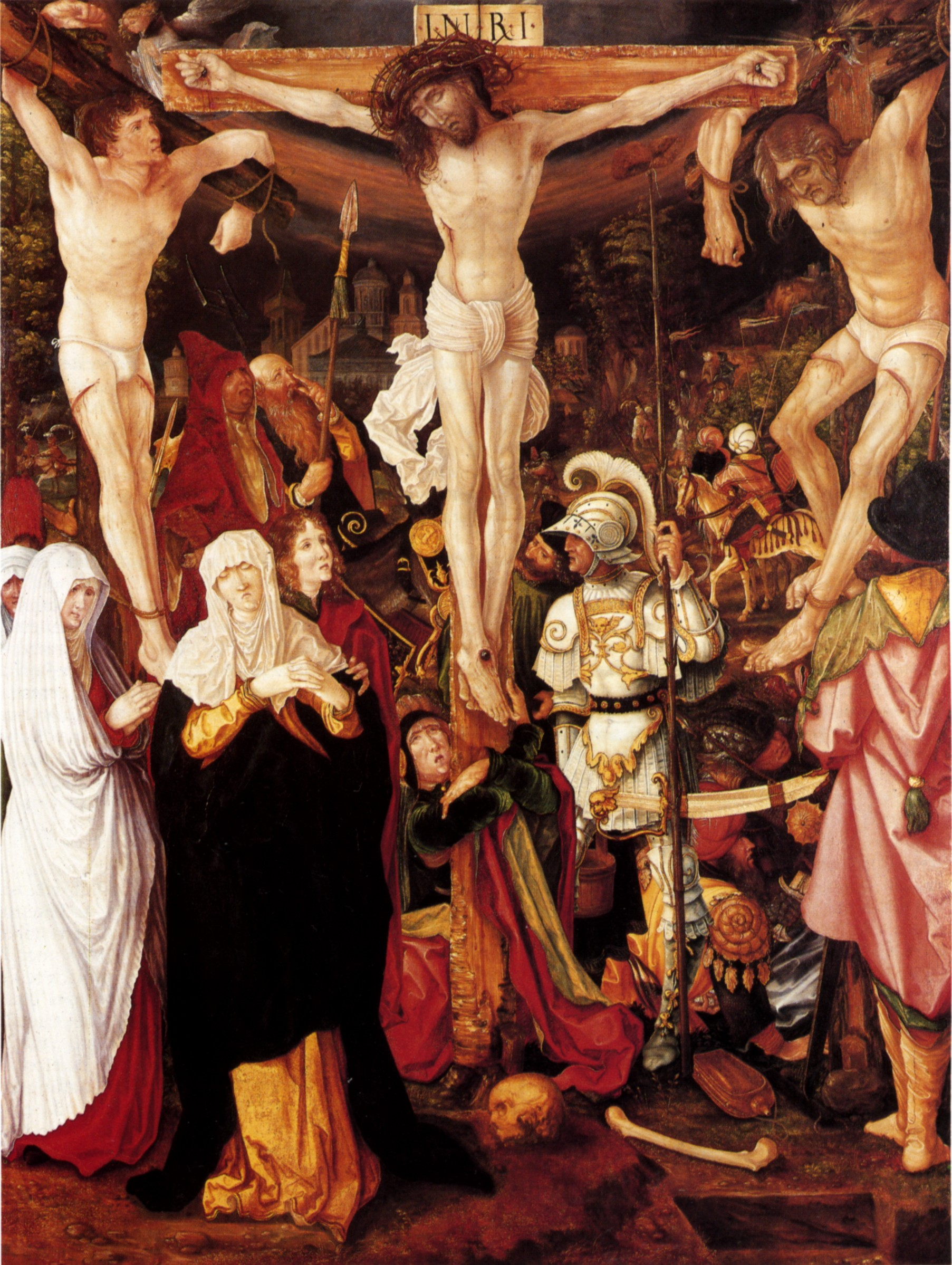
Le Christ en croix et les deux larrons, (1524).

L'évangile apocryphe de Nicodème complète les récits des Évangiles canoniques en racontant que Dismas, après avoir tué son père, serait devenu chef d'une troupe de malfaiteurs. Lors de la fuite de la Sainte Famille en Égypte, il s'apprête à la rançonner mais touché par la beauté de Marie, lui offre sa protection. 
Selon l'Évangile de Luc (le seul évangile à relater un dialogue entre le Christ et les larrons), peu avant la mort du Christ et alors que les trois personnages étaient déjà mis en croix, le Mauvais Larron se mit à l'insulter. Mais le Bon Larron prit la défense de Jésus et se repentit de ses péchés. Bien qu'il ne soit pas officiellement canonisé, Dismas est considéré par l'Église catholique comme le premier saint de l'Église :

« L'un des malfaiteurs suspendus à la croix l'injuriait : « N'es-tu pas le Christ ? Sauve-toi toi-même, et nous aussi. »
Mais l'autre, le reprenant, déclara : « Tu n'as même pas crainte de Dieu, alors que tu subis la même peine ! Pour nous, c'est justice, nous payons nos actes : mais lui n'a rien fait de mal »
Et il disait : « Jésus, souviens-toi de moi lorsque tu viendras dans ton Royaume. »
Et il lui dit : « En vérité, je te le dis, aujourd'hui tu seras avec moi dans le Paradis. »

— Saint Luc, 23, 39-43

### Thème du Bon Larron et la mort-pénitence du criminel

La « balance de justice » sur la croix orthodoxe.

Du haut Moyen Âge au concile de Trente, l'Église fait du Bon Larron un modèle puis un intercesseur qui accompagne les nouvelles tendances morales et religieuses vis-à-vis du repentir, des supplices et de la souffrance physique, notamment en ce qui concerne la mort-pénitence du criminel. Ainsi en Italie, les confréries des Confortatore spirituale (it) (consolateurs spirituels) qui accompagnent les condamnés à leur exécution, font de Dismas leur saint patron.
Les théologiens ont donné deux raisons pour justifier le culte de saint Dismas. La première est, qu'étant crucifié à la droite du Christ, il aurait été converti par son ombre ; la seconde, c'est qu'à défaut d'un baptême en règle, il aurait été aspergé par l'eau jaillissant de la blessure faite au flanc droit du Christ.

### Exégèse moderne
Pour Étienne Trocmé, l'évangéliste Marc (Mc, 15, 28) vise probablement par un procédé relevant de l'intertextualité à rappeler une prophétie du Livre d'Isaïe et associer Jésus à deux malfaiteurs.

## Postérité

### Iconographie
L'iconographie byzantine différencie rapidement l'attitude sur sa croix des deux larrons, Desmas regardant le Christ, alors que son compagnon d’infortune fait tout pour s’éloigner de la croix du Christ et éviter son regard. Lorsqu'ils sont représentés, les deux larrons sont fixés le plus souvent sur des crux commissa (croix en forme de T) par des cordes (parfois les bras passés derrière la barre transversale, ce qui les distingue du Christ), le visage souffrant alors que Jésus est encloué et le visage impassible. Le plus souvent, l'intention allégorique est manifeste, avec le Bon Larron placé à droite du Christ (à gauche quand on le regarde), représenté jeune et imberbe et la tête tournée vers le Christ, le mauvais à gauche, laid et barbu, la tête se détournant du Christ.
Dans une croix orthodoxe russe, la barre transversale inférieure inclinée représente non seulement le repose-pied mais aussi la balance de justice qui, selon les textes liturgiques orthodoxes, entraîne vers le bas le Mauvais Larron envoyé aux enfers et vers le haut le Bon Larron allégé de ses fautes.

### Peinture

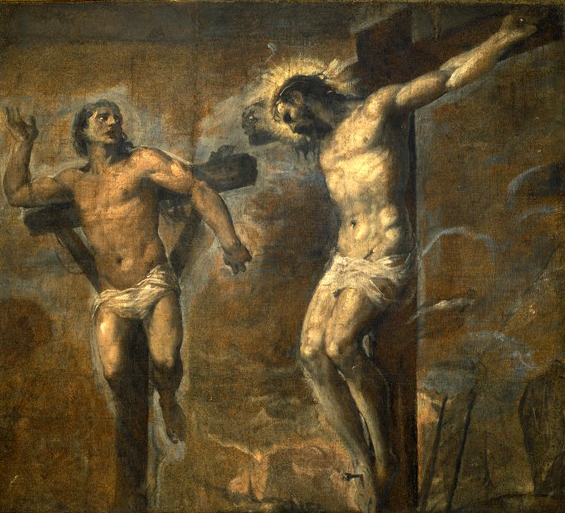
Titien, Le Christ et le bon Larron, vers 1566, huile sur toile,, pinacothèque nationale (Bologne).

Curieuse composition que cette œuvre attribuée au Titien, un des plus grands noms de la peinture de la Renaissance vénitienne. En réalité, il s'agit vraisemblablement du fragment d'un retable commandé par Giovanni et Daniele D'Anna pour la chapelle de leur famille dans l'église San Salvador à Venise.
En 1566, l'œuvre est décrite par Giorgio Vasari, qui la voit dans l'atelier du maître, comme « une grande toile avec le Christ en croix, les deux larrons et, en bas, les bourreaux ». Le fragment conservé à la pinacothèque nationale de Bologne étonne par cette perspective oblique, alors inédite dans la Venise du XVIe siècle. Cette audace, qui donne une force suggestive au sujet, n'est pas sans poser de problème : si l'on admet que le tableau était complété, ce qu’affirme Vasari, par la figure du Mauvais Larron, ce dernier devait se situer à la gauche du Christ, ce que rend difficilement possible la perspective choisie par le peintre.
Il est possible que Titien ait, intentionnellement, imaginé le Mauvais Larron hors du champ visuel. Il est impossible de confirmer l’hypothèse d'Augusto Gentili, mais elle est séduisante : l'exclusion de l'espace pictural du Mauvais Larron, tout au moins partielle, constituerait, symboliquement, l'un des éléments de la narration.
Réduite à un fragment, l'œuvre présente donc aujourd'hui deux figures, deux croix dressées, celles du Christ et celle du larron. Les deux protagonistes ne se regardent pas, mais pourtant dialoguent. Le mouvement des têtes, celle de Jésus penchée vers l'avant, celle du larron tendue vers le ciel, l'attitude des corps, celui du Christ immobile, les bras cloués, celui du larron en torsion, les bras détachés : tout les oppose. Et pourtant, ils partagent le même sort, l'atroce supplice de la crucifixion.
L'audace de la composition, la subtilité des détails, mais aussi l'étonnante sobriété des moyens sont d'autant plus surprenantes qu'elles sont inhabituelles chez un artiste maniant avec talent les jeux chromatiques, jusqu'à avoir été surnommé le « maître de la couleur ». L'unité tonale, ce choix d'un camaïeu de bruns, où les corps, le bois des croix, le cadre se fondent et se confondent expliquent en partie que l'œuvre ait parfois été attribuée à l'élève de Titien, Tintoret.
À la fin de sa vie, le maître fait évoluer sa manière vers ce que l'on a parfois qualifié d'une « irrésistible vigueur expressionniste ». Une gamme chromatique différente, un dessin moins ferme, jouant sur les effets de non finito, pour cacher le tremblement de sa main peut-être ; mais toujours ce sens très sûr de la narration et ce luminisme dont les effets poudrés font vibrer ses œuvres et permettent de passer du drame à la poésie, et de la violence à la douceur.

### Reliques

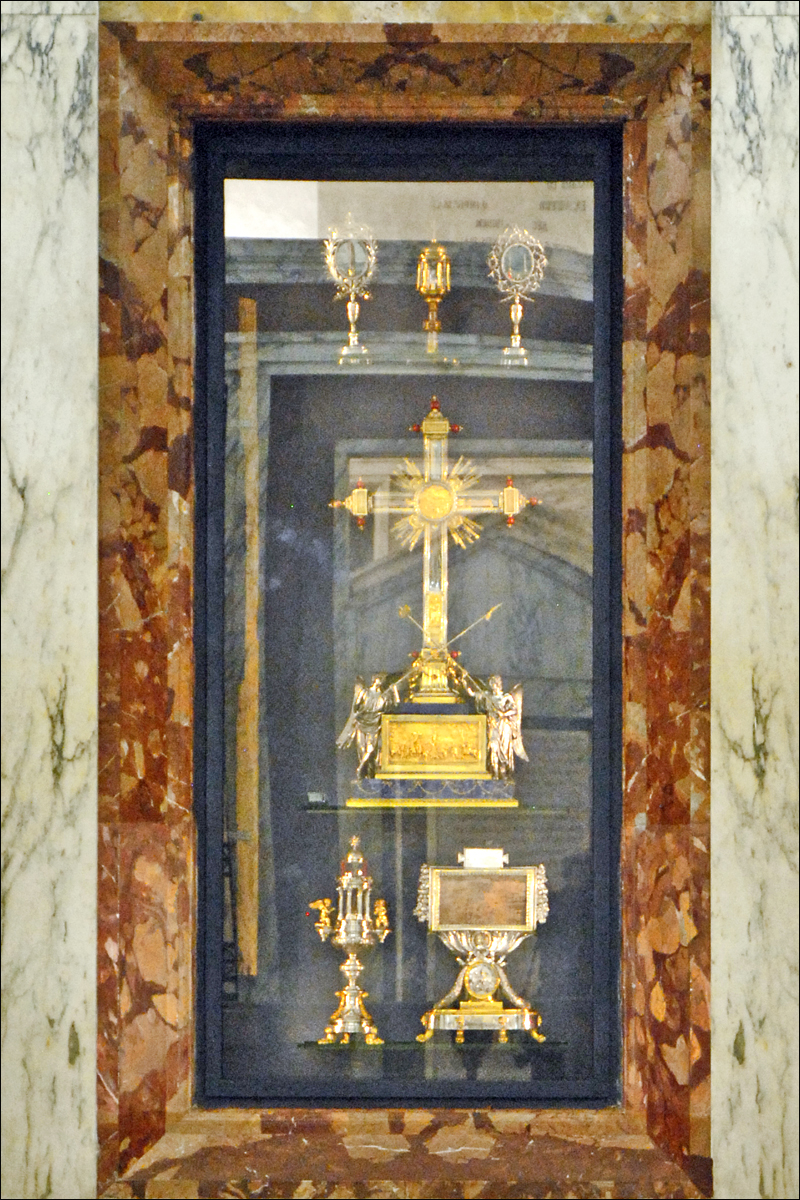
La chapelle des reliques dans la basilique Sainte-Croix-de-Jérusalem : la traverse de la croix de Dismas est une poutre exposée à gauche du reliquaire.

Deux reliques sont associées au bon Larron : une grande partie de sa croix serait conservée dans le monastère de Stavrovouni (en) sur la montagne de la Sainte-Croix, le patibulum de la croix à la basilique Sainte-Croix-de-Jérusalem.

### Littérature
- En attendant Godot de Samuel Beckett : ce passage biblique donne lieu à un débat pour le moins décousu entre Vladimir et Estragon[19].

### Cinéma
- Le Larron (1980), film picaresque et anti-impérialiste de l'Italien Pasquale Festa Campanile, a pour personnage principal un voleur galiléen du Ier siècle ; au dénouement, les dernières paroles du voleur crucifié concernant Jésus, « celui-ci n'a pas fait de mal », permettent de l'identifier au « bon Larron » de l'Évangile selon Luc.

### Jeux vidéo
- Uncharted 4: A Thief's End : la légende de saint Dismas est liée au trésor du pirate Henry Every
- Darkest Dungeon : Le premier personnage de type bandit arrivant au hameau porte le nom de Dismas.